# Метак са централним паљењем
Метак са централним паљењем (енгл. Centerfire cartridge), сједињени метак са металном чахуром и капислом на средини дна. Већина модерног оружја користи овакву муницију.

## Еволуција
До средине 19. века пушке спредњаче пуњене су посебним зрном и барутним пуњењем (пакованим у фишеке) и опаљиване табаном. Појава пушака острагуша средином 19. века омогућила је употребу сједињених метака - са зрном, барутним пуњењем и капислом обједињеним у чахури метка. Меци првих масовно коришћених острагуша (Драјзе и Шаспо) користили су чахуре од картона, са капислом унутар чахуре, на дну зрна, која се опаљивала дугачком ударном иглом. Самуел Паули први је дошао на идеју да картонским чахурама дода месингано дно, са капислом на дну. Први меци са металном чахуром и ивичним паљењем произведени су у САД 1860. и употребљени у Америчком грађанском рату (1861-1865), на америчким пушкама Хенри и Ремингтон. Нешто касније произведене су чахуре са капислом у средини дна, какве су и данас.

Прве ефикасне метке са металном чахуром и капислом у средини дна конструисали су британски пуковник Едвард Боксер (1866) и амерички пуковник Хирам Бердан (1868). Боксерови меци са месинганом чахуром и посебним наковњем за капислу и гвозденим обручем на ивици дна лако су бубрили и заглављивали се у барутној комори, а састављани су ручно, па су затајења бича честа. Бердан је конструисао јачу месингану чахуру из једног дела, са наковњем за капислу који је био део чахуре. Производњу оваквих метака у Европи започели су браћа Маузер у Немачкој неколико година касније, и убрзо је муниција са централним паљењем типа Боксер/Бердан постала стандардна код свог стрељачког оружја. Сва муниција револвера и спорометних пушака имала је наглашену ивицу која је држала метак на месту у барутној комори, али је после увођења пушака са магацином уведена чахура без ивице, а метак је на месту држао сужен врат чахуре (који је изумео Швајцарац Едвард Рубин). Облик зрна у мецима еволуирао је од округлог, преко ваљкастог са заобљеним врхом до модерног са шиљастим врхом (такозвани шпицер), које је уведено код немачке пушке Маузер модел 1898.

## Употреба
Метке са централним паљењем користи већина модерног стрељачког оружја. Оваква муниција први пут је масовно уведена у Европи са пушком Маузер модел 1871.